# Кентросаурус
Кентросаурус је диносаурус из породице stegosauridае и живео је на простору Европе. Седамдесет фосила је пронађено у руднику у немачкој Северној Африци, али су уништени за време Другог светског рата. Данас се у Берлину налази један скелет. Живео је у периоду касне јуре, пре 155-150 милиона година. Открили су га рудари 1909. године. Био је један од стегосауруса средње величине. Живео је у подручју у коме су доминирали огромни сауроподи као што су Диплодокус, Камаросаур...

## Изглед
Кентросаурус је био дуг око 4.5 метара и висок 2 метра. До кукова је имао троугласте плоче у два реда. Оне су највероватније служиле за регулисање температуре или за украс. До краја репа имао је шилјке који су били дужине и до 60 центиметара. Такође имаоје један пар шилјака на раменима, изнад предњих удова. Шиљци су му служили за одбрану од месождера као што је Алосаурус.